# Тарис, король воды
«Тарис, король воды» (фр. Taris, roi de l’eau) — немой документальный короткометражный фильм режиссёра Жана Виго, снятый во Франции в 1931 году. Второй фильм режиссёра.

## Сюжет
Фильм представляет из себя репортаж с соревнований по плаванию. Главный герой — Жан Тари, французский пловец, 23 раза побивший разные рекорды Франции по плаванию на дистанциях от 100 до 1500 метров, победитель Английского чемпионата по плаванию на дистанциях в 500 и 880 ярдов и установивший мировой рекорд на дистанции 800 метров. Обо всех достижениях Жана Тари рассказывает неизвестный персонаж с рупором, затем зрителю предстает сам пловец, стоящий на границе бассейна и готовый к прыжку в воду. Комментатор говорит: «Приготовились», «Внимание!», дальше звучит выстрел и спортсмены ныряют в воду. Череда общих планов бассейна и крупных планов самого Тари, и герой, совершив круг, первым достигает финиша. Толпа ревет, героя, еще находящегося в воде, снимает видеокамера.
Дальше зрителю предстают кадры людей, бесцельно плещущихся в воде, все это сопровождается закадровым комментарием, сравнивающим героя с рыбой. Закадровый голос предлагает научиться нескольким движениям и утверждает, что сначала нужно погрузиться в воду, ибо научиться плавать на суше невозможно. Далее следует иронические кадры изображающие человека, имитирующего плавание, упираясь животом в спасательный круг и машущего руками под счет «раз, два, три». Наконец, зрителю вновь представляется Жан Тари, говорящий, что он использует стиль «кроль» как на длинные, так и на быстрые дистанции. Все это сопровождается средним планом пловца, демонтирующего свой стиль. Тари с использованием обратной перемотки пленки «выпрыгивает» из воды на край бассейна и перечисляет важные моменты, которым должен следовать пловец: «Правильная позиция на старте: встать на краю крепко, чтобы ноги не скользили. С силой оттолкнуться ногами и вытянуть руки вперёд. При погружении тело должно быть почти плоским. Нырять и быстро болтать ногами» Герой вновь возвращается в воду и зритель видит крупный план ног в воде в замедленной съёмке. Тари продолжает объяснять правильный способ плавания «кролем»: «Потом начинают работать руки, голову нужно держать достаточно высоко, но не напрягая, вращать нижнюю часть туловища и взмахивать каждой рукой поочередно».
Дальше объяснения Тари продолжаются, он переходит к дыханию и подробно описывает процесс, всё сопровождается кадрами плавания героя в бассейне с использованием крупных планов и замедленной съёмки. После дыхания закадровый голос объясняет принципы плавания на спине, на экране в этот момент общие и крупные планы Тари, плывущего на спине. После плавания на спине идет объяснение принципа плавания новыми стилями: брассом, тредженом и оверармом. Дальше идет объяснение, как правильно разворачиваться, касаясь стенки одной рукой и помогая другой. Камера погружается под воду и снимает подводное плавание Тари. Всё кончается ещё одним «выпрыгиванием» героя из воды через обратную перемотку плёнки. Начинает играть музыка и за долю секунды Тари, на краю бассейна в одних плавках, оказывается одетым в костюм, пальто, ботинки и шляпу. Предпоследний кадр представляет из себя двойную экспозицию, где в одном кадре совмещается движение воды и герой, уходящий по дороге в даль. Герой как будто идет по воде. Тари смотрит в камеру, прощается, снимая котелок и уходит.

## В ролях
- Жан Тари (фр.)

## Художественные особенности
Фильм использует множество необычных приемов работы с пленкой в документальном кино.
- Замедленная съёмка, как правило использующаяся в крупных планах, где герой показывает примеры правильного выполнения плавательных техник
- Двойная экспозиция, в самом конце, намекающая на сходстве героя с Иисусом, способным ходить по воде
- Обратная перемотка пленки, позволяющая герою «выпрыгивать» из воды обратно на край бассейна
- Стоп-кадры

Помимо режиссерских техник нехарактерных для документального кино фильме используется не так часто применяемая в кино вообще подводная съемка и использование крупных планов.

## Культурное влияние
Жиль Делёз в своей книге «Кино» ссылается на фильм «Тарис, король воды» во второй части пятой главы «Образ-перцепция» в контексте того, что фильм Жана Виго является одной из «отдельных абстрактных попыток» использования материи-перетекания, иного состояния, иной перцепции, ясновидения. Фильм «творит не новый, а пограничный образ или точку утекания образов-движения, усредненных образов в рамках пока еще застывшей истории».